# Straight to Hell
Straight to Hell es una película independiente de comedia-acción de 1987 dirigida por Alex Cox y protagonizada por Sy Richardson, Joe Strummer, Dick Rude y Courtney Love. La película también cuenta con cameos de Dennis Hopper, Grace Jones, Elvis Costello y Jim Jarmusch. Miembros de la banda de The Pogues, Amazulu y Circle Jerks también aparecen en la película. El título de la película se basa en la canción de The Clash de 1982 del mismo nombre.
La película ha sido llamada una parodia de los Spaghetti western, y se centra en una banda de delincuentes que se encuentran varados en el desierto, donde tropiezan con una ciudad surrealista del oeste llena de asesinos adictos al café. Se basa en el Spaghetti Western de Giulio Questi Django, Kill! (If You Live, Shoot!) (1967), que Cox obtuvo el permiso para adaptar.
Straight to Hell recibió algunas críticas positivas tras su lanzamiento. Una banda sonora también fue lanzada. El 14 de diciembre de 2010, un corte prolongado de la película, titulada Straight to Hell Returns, fue lanzado en DVD, con material adicional y con la calidad de imagen mejorada digitalmente. Esta versión de la película, bajo la colaboración de Alex Cox, también se proyectó en varios cines como parte de una película de medianoche.

## Reparto
| Actor                | Personaje          |
| -------------------- | ------------------ |
| Dick Rude            | Willy              |
| Sy Richardson        | Norwood            |
| Courtney Love        | Velma              |
| Joe Strummer         | Simms              |
| Miguel Sandoval      | George             |
| Jennifer Balgobin    | Fabienne           |
| Biff Yeager          | Frank McMahon      |
| Shane MacGowan       | Bruno McMahon      |
| Spider Stacy         | Angel Eyes McMahon |
| Terry Woods          | Tom McMahon        |
| Xander Berkeley      | Predicador McMahon |
| Kathy Burke          | Sabrina            |
| Elvis Costello       | Hives el mayordomo |
| Del Zamora           | Poncho             |
| Edward Tudor-Pole    | Rusty Zimmerman    |
| Dennis Hopper        | I.G. Farben        |
| Jim Jarmusch         | Amos Dade          |
| Grace Jones          | Sonya              |
| Graham Fletcher-Cook | Whitey             |
| Zander Schloss       | Karl               |
| Fox Harris           | Kim Blousson       |
| Sue Kiel             | Leticia            |

## Producción
La película originalmente no estaba destinada a ser hecha en absoluto, y el motivo de una preponderancia de los músicos en el elenco fue el resultado de una gira de conciertos de Nicaragua que fue planeada en primer lugar. Surgieron problemas políticos relativos a la ayuda del gobierno izquierdista de Nicaragua, y la gira fue cancelada. En su lugar, Cox decidió hacer una película en Almería, España, con las bandas y varios actores podía llamar. Uno de los lugares más identificables es el Gran Hotel Almería. Cox y el coprotagonista Dick Rude escribieron el guion en tres días, y la película entera fue rodada en tan sólo cuatro semanas. Cox escribió la parte de Velma específicamente para Courtney Love, quien había protagonizado un papel secundario en su anterior película, Sid and Nancy (1986).
Alex Cox rechazó la oportunidad de dirigir ¡Tres Amigos! con el fin de rodar Straight to Hell.

## Lugares de rodaje

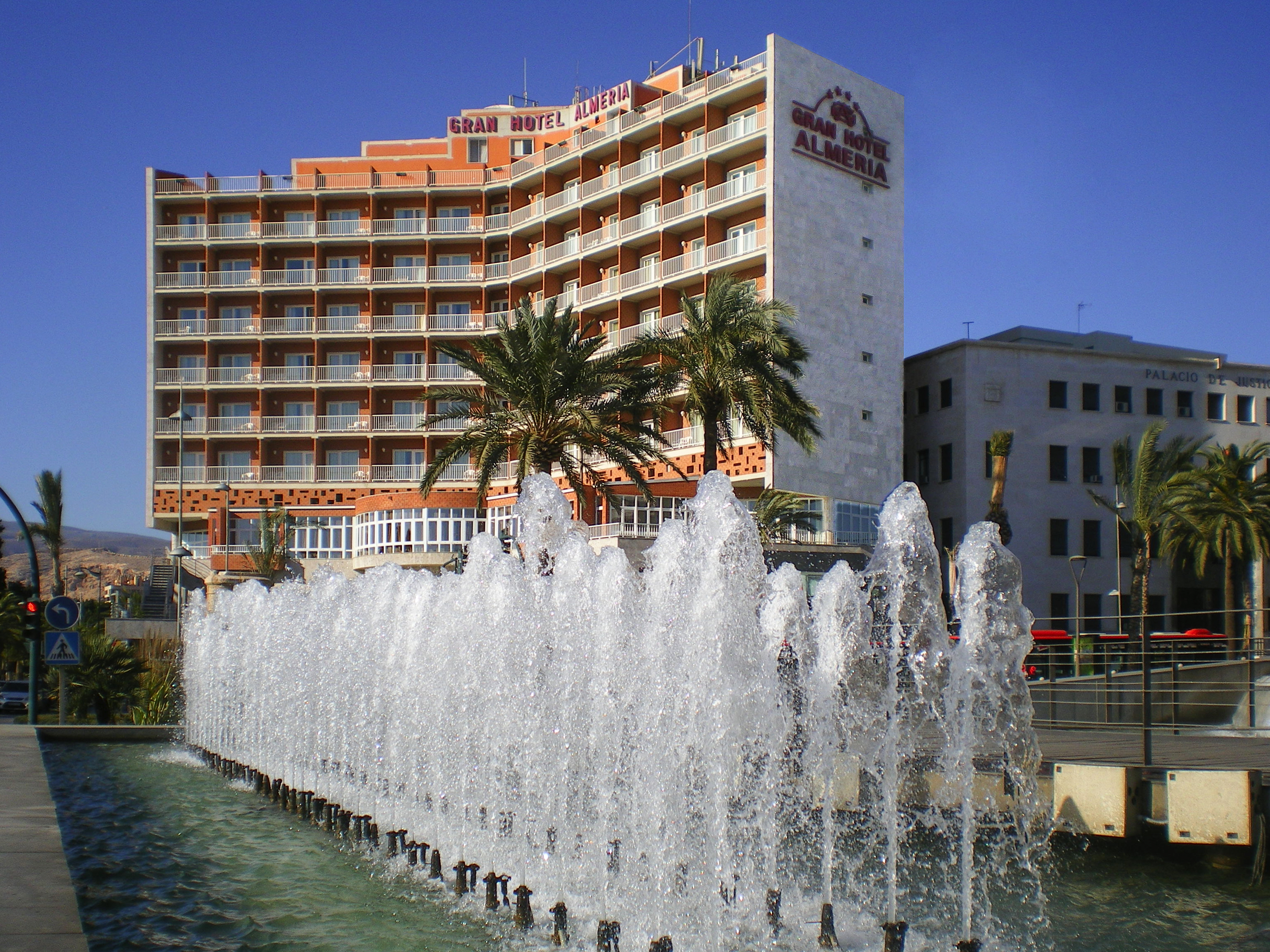
La escena inicial fue rodada en las habitaciones y el interior del Gran Hotel Almería.

## Tras la película
Varios de los actores, miembros del grupo The Pogues, escribieron una canción llamada Fiesta, dedicada a su experiencia en la ciudad de Almería durante el rodaje.